# Dimocarpomyia folicola
Dimocarpomyia folicola är en tvåvingeart som beskrevs av Makoto Tokuda och Junichi Yukawa 2008. Dimocarpomyia folicola ingår i släktet Dimocarpomyia och familjen gallmyggor.
Artens utbredningsområde är Thailand. Inga underarter finns listade i Catalogue of Life.